# 阿尔让斯河畔圣热讷维耶沃
阿尔让斯河畔圣热讷维耶沃（法語：Sainte-Geneviève-sur-Argence）是法国阿韦龙省的一个市镇，属于罗德兹区和欧布拉克和卡拉代斯县（Aubrac et Carladez）。该市镇2009年时的人口为986人。

## 人口
阿尔让斯河畔圣热讷维耶沃人口变化图示
| 数据来源：INSEE |